# 恩讷珀塔尔
恩讷珀塔尔（德語：Ennepetal，發音：[ˈɛnəpəˌtaːl] ⓘ，意为“恩讷珀河谷”）是德国北莱茵-威斯特法伦州阿恩斯贝格行政区恩讷珀-鲁尔县的城市，面积57.77平方千米，2023年12月31日人口为30,502人。